# Reederei Robert Meyhoefer

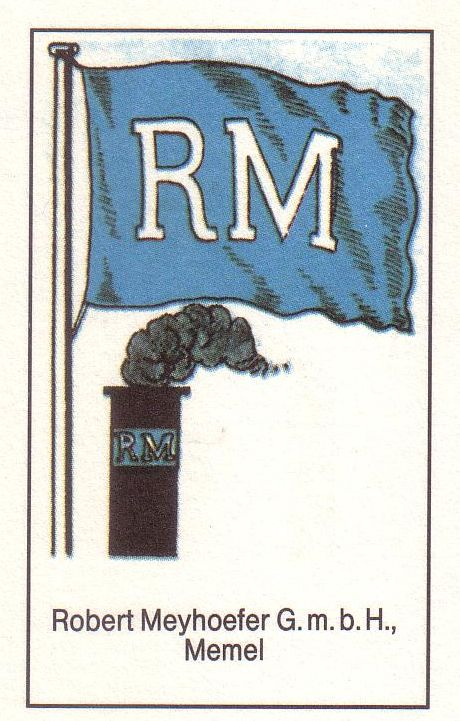
Reederei Robert Meyhoefer

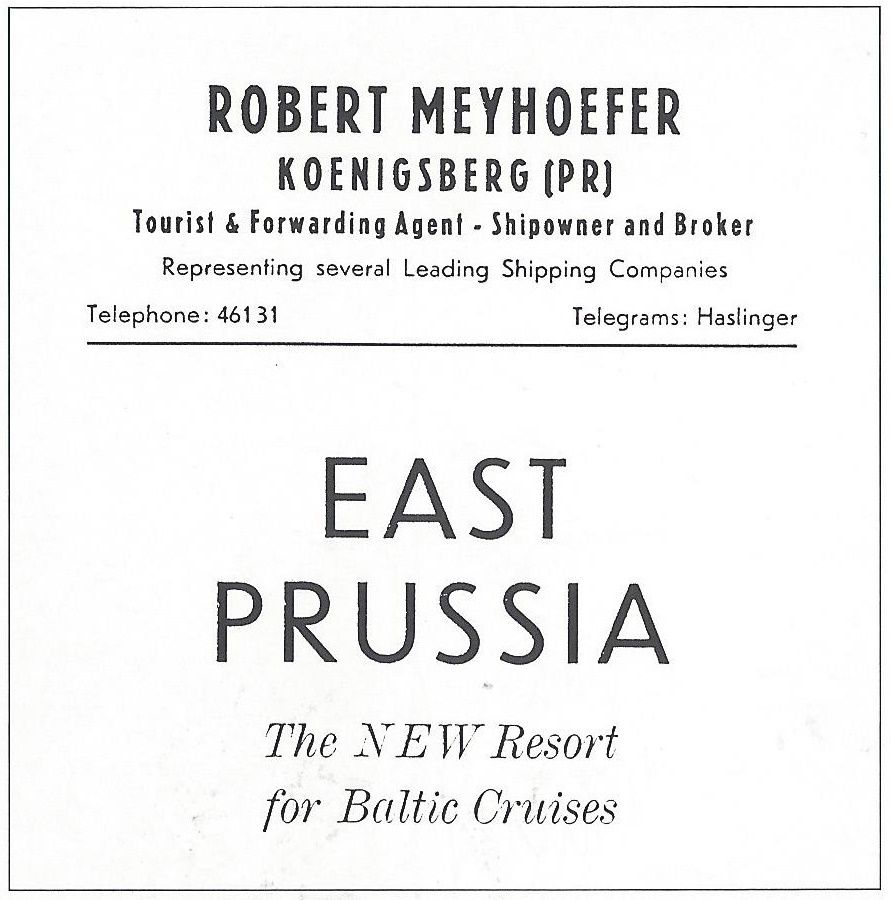
Englische Werbung

Die Reederei Robert Meyhoefer war das führende Schifffahrtsunternehmen in Ostpreußen.

## Geschichte
Die Firma Meyhoefer, 1869 in Tilsit gegründet, war zunächst eine Spedition, die sich mit Dampfern an der Binnenschifffahrt von Tilsit über Labiau nach Königsberg beteiligte. 1872 wurde der Firmensitz nach Königsberg verlegt, von wo aus der Warenumschlag zwischen dem Hundegatt und dem Hinterland effektiver zu organisieren war. Die Firma expandierte auch durch die Übernahme kleinerer Unternehmen und wurde in seinem Bereich in Ostpreußen rasch führend. Bald wurden Linien auch nach Danzig und nach Libau und Windau in Kurland befahren. 1896 trat Justus Haslinger als Mitinhaber in die Reederei ein. Nachdem Meyhoefer 1910 gestorben war, wurde Haslinger Alleininhaber.
Im Ersten Weltkrieg wirkte die Firma Meyhoefer auch in den von deutschen Truppen besetzten Gebieten des bis dahin russischen Litauen. Nachdem Justus Haslinger  1919 gestorben war, führten die Söhne Erich Haslinger und Oswald Haslinger das aufstrebende Unternehmen als Gesellschaft mit beschränkter Haftung weiter. 1920 gründeten sie ein Reisebüro auf dem Steindamm (Königsberg). Es war das erste in Ostpreußen. Die Reederei unterhielt in Königsberg an neun Stellen Läger und Büros. Schiffslinien gingen nach Elbing, Memel und Tilsit. Sehr beliebt war die Fahrt von Königsberg und Pillau über das Frische Haff nach Danzig. In der ganzen Zwischenkriegszeit betätigte sich Meyhoefer vor allem als Reisebüro. Es war das bedeutendste seiner Art in Ostpreußen und betrieb auch im Ausland Werbung.
Nach dem Friedensvertrag von Versailles sorgte Meyhoefer – wie viele andere ostpreußische Unternehmen – für die Linderung bzw. Überwindung der negativen Folgen der Abtrennung der Provinz vom übrigen Reichsgebiet. Dazu gehörte die Gründung des Seedienstes Ostpreußen. Er sparte die mühsame Bahnfahrt durch den Polnischen Korridor. Im September 1920 brachte der zur Meyhoefer-Gruppe gehörende Dampfer Hertha Politiker und Wirtschaftsführer zur Eröffnung der ersten Deutschen Ostmesse von Stettin nach Königsberg. Der prominenteste Passagier war Reichspräsident Friedrich Ebert.
Die Luftangriffe auf Königsberg vernichteten die Gebäude und Schiffe. Erich Haslinger – sein Bruder war schon 1935 gestorben – baute das Unternehmen ab 1949 in verkleinertem Rahmen in Bremen wieder auf. Nach seinem Tod führte sein Sohn Kaspar Haslinger den Betrieb bis 1967 weiter.
Vom Firmenarchiv wurde bei Kriegsende das Wichtigste gerettet und 1953 vom letzten Inhaber der Firma an das Herder-Institut (Marburg) übergeben.